# 鷲尾須美は勇者である
『鷲尾須美は勇者である』（わしおすみはゆうしゃである）は、日本のイラストノベル。執筆はタカヒロ、絵はBUNBUNによる。 『勇者であるシリーズ』の第1弾。

## 概要
「タカヒロIVプロジェクト」の第3弾。『電撃G's magazine』2014年5月号にて発表され、同誌がリニューアルした翌6月号より連載開始した。略称は「わすゆ」。なお、プロジェクト第4弾『結城友奈は勇者である』は本作品の2年後の物語に当たる。
2014年12月20日には小説の単行本が発売された。
作品のテーマは「勇気」。まだあどけない少女たちが送るほのぼのした学校生活と、その日常を守るために担う過酷な責務を対比させて描く。
各話の冒頭に掲げられた「勇者御記」は、主人公による回顧録のようでありながら何者かの検閲によって一部の記述が塗りつぶされており、そこから不穏な様相を帯びている。その意味するものは、『結城友奈は勇者である』で明かされることとなる。
本作の主な舞台となる香川県大橋市（おおはしし）は、同県坂出市がモデルとなっている。

## あらすじ
神世紀298年。鷲尾須美、乃木園子、三ノ輪銀は、神樹館に通う小学6年生。その神樹館にて、授業が始まろうとしたその時、突然大きな衝撃が巻き起こるとともに3人以外のクラスメートたちと時計の秒針の動きが止まった。学校の屋上に行くと、人や建物などあらゆるものが樹木に変わった光景を目にする。3人は勇者システムというアプリを起動し、変身アイコンをタップした。神樹の力を元に勇者へと姿を変え、街のシンボルである大橋にたどり着く。そこへバーテックスが現れた。神樹の破壊が目的であるバーテックスを倒すべく、戦いに臨む。
3人は対バーテックスに苦戦しながらも初戦を乗り切る。その戦いの後、先生は園子をリーダーに任命する。須美は初め園子がリーダーに選ばれたのは「家柄」によるものと考えていたが、その後の戦いで園子の発想力を知り彼女がリーダーにふさわしいことを痛感し、同時に2人との友情を深めていく。
その後は平穏な日常を送り続けたが、学校の遠足の帰り道にバーテックスが再び襲来。この闘いで須美と園子はバーテックスの攻撃によって重傷を負う。そして2人に変わって単身でバーテックスに立ち向かった銀は戦いの末死亡した。翌日銀の葬儀が執り行われるが、その最中バーテックスが襲来し、須美と園子は銀のために戦いへ赴くのだった。
一方、大赦は銀の死を経て勇者システムを改良し「精霊」と「満開」が実装となる。それは勇者を怪我や死から守る反面、「満開」の力を使うたびに体の一部が不自由になるというものであった。そして「瀬戸大橋跡地の合戦」では1度の満開で須美は足の機能を、園子は右目の視力を失う。さらに戦闘の最中園子は壁の外の光景を見たことで四国の外の状態など全てを知ることになる。須美は2度目の満開で鷲尾須美として過ごしてきた記憶を失い、園子はその後何度も満開を繰り返し戦い続けたことで、一時的に全体の身体機能を失うこととなった。これで2人の小学生時代は終わり、以降は『結城友奈は勇者である』に続く。

## 登場人物
担当声優はテレビアニメ『結城友奈は勇者である』、PlayStation Vita用ゲーム『結城友奈は勇者である 樹海の記憶』、スマートフォン用ゲーム『結城友奈は勇者である 花結いのきらめき』で共通。年齢はアニメ4話（神世紀298年7月10日）時点のもの。

### 勇者とその関係者
鷲尾 須美（わしお すみ）
声 - 三森すずこ
年齢（学年）：12歳（小学6年生） / 誕生日：神世紀286年4月8日 / 身長：151cm / 血液型：AB型 / モチーフの花：改良前→菊 改良後→朝顔 / 出身地：香川県 / 趣味：料理 / 好きな食べ物：うどん / 大切なもの：お役目
本作の主人公。生真面目で責任感が強く、一度決めたら曲げない頑固な性格。護国思想の持ち主であり、勇者としての使命に燃えている。家庭的な一面もあり、料理や和菓子作りが得意。一方で洋食や横文字、虫が苦手。当初は天真爛漫な園子や破天荒な銀に苦手意識を持っていたが、お役目で彼女たちと接することで互いに理解し合い、自身も成長していく。園子からは「わっしー」と呼ばれている。
「朝はご飯。昼うどん、おやつは牡丹餅、夜ご飯」を理想としており、朝5時に起床し水浴びをして体を清めた後、神社で祈りを捧げ、和朝食を作るのが日課となっている。
勇者としての武器は弓矢で、主に後方から園子と銀を支援する。銀の死後に勇者システムが改良されてからは青を基調とした新たな勇者服を纏い狙撃銃「シロガネ」を使用する。満開時は多数の砲塔を擁した巨大浮遊砲台に搭乗する。
実は彼女は鷲尾家の生まれではなく、生来の名前は東郷 美森（とうごう みもり）である。彼女の出身である東郷家は大赦において鷲尾家よりも低い家柄であるが、神世紀298年当時、勇者は大赦関係の人間だけが選出されることになっていたため、勇者適性値が高かった彼女は大赦の中でも格式の高い鷲尾家の養女となり、「鷲尾須美」を名乗っていた。しかし、「瀬戸大橋跡地の合戦」における2度の「満開」の代償として、「両足の機能」と「過去数年間の記憶」を全て失ってしまう。勇者候補となる対象が大赦関係者から四国全体へと広げられたこともあり、鷲尾家にいる必要がなくなった彼女は旧姓・旧名の「東郷美森」として東郷家に戻った。また、園子と比較して後遺症が比較的軽度だったため、勇者経験者として新しい勇者の助けになることを期待された彼女は有事の際に再び戦線投入されることになり、表向きは「事故によって負傷し、記憶喪失になった」ということにされ、四国で最も勇者適性値が高かった結城友奈の元へ一家揃って移された。その後については『結城友奈は勇者である』を参照。
青坊主（あおぼうず）
勇者システムの改良によって得た須美のパートナー精霊。割れた卵から除く目と手が特徴であり、殻の左側に青い花模様がある。『結城友奈は勇者である』にも引き続き登場する。
乃木 園子（のぎ そのこ）
声 - 花澤香菜
年齢（学年）：11歳（小学6年生） / 誕生日：神世紀286年8月30日 / 身長：149cm / 血液型：O型 / モチーフの花：改良前→青薔薇 改良後→??? / 出身地：香川県 /趣味：ぼーっとする、小説の執筆 / 好きな食べ物：うどん / 大切なもの：友達
名家のお嬢様で、3人の隊長。天然気質で、間延びした口調で話すのが特徴。普段はボーッとしていてどこか頼りがない印象だが、発想力が高く、有事には的確な指示を出す。大赦の中でも最高権力を持つ名家「乃木家」の出身であるため、周囲からは近づき難い存在として見られることが多く、須美たちと出会うまでは友人がいなかった。そのことから須美と銀を家族のように思い、大切にしている。須美からは「そのっち」と呼ばれている。普段から髪にリボンを付けているが、その一つを「瀬戸大橋跡地の合戦」の直前に須美に譲っており、彼女からは「後でつけてみるから、似合ってたら褒めて」という言葉を受け承諾している。
勇者としての武器は複数の穂先が宙に浮いている槍で、形状を柔軟に変化させるなどして器用に戦う。銀の死後に勇者システムが改良されてからは紫を基調とした新たな勇者服を纏い以前よりも攻撃に特化した形状の槍を用いる。満開時は多数の飛翔する槍の刃のような武装を装備した巨大方舟に搭乗する。この槍の刃は複数を組み合わせる事で攻防両面に活躍する。
「瀬戸大橋跡地の合戦」において、須美と共に満開を駆使して3体のバーテックスに立ち向かうが、その途中で自分たちの体に起こった異変から、「満開」には供物となる「代償」が必要になることを看破。その後、自分と同様に「満開」を行い気絶した須美を気遣い起こすこともなく、たった1人で戦闘を継続する。「満開」を繰り返しながら孤軍奮闘した末にバーテックス3体を倒し、ついに勝利を収めるが、20回の「満開」を繰り返した代償は重く、「散華」によって日常生活が送れなくなるほどの深刻な後遺症が残ったため、その身柄は「有事の際の切り札」として大赦によって管理されることになる。なお、『勇者御記』の筆者は彼女である。
『結城友奈は勇者である』にも引き続き登場。2期「勇者の章」では身体機能を取り戻し「お役目」から解放され自由に行動出来るようになったため、英霊となった歴代勇者たちの名前が刻まれた石碑が林立する慰霊施設を訪れ、銀の石碑の前で彼女を悼んだ。
烏天狗（からすてんぐ）
勇者システムの改良によって得た園子のパートナー精霊。呼んでもいないのに勝手に端末から出てきてしまう癖がある。園子からは「セバスチャン」というあだ名をつけられた。『結城友奈は勇者である - 勇者の章 -』にも引き続き登場。
両面宿儺（りょうめんすくな）、大太法師、がしゃ髑髏
度重なる「満開」の結果得た園子の新たな精霊。
三ノ輪 銀（みのわ ぎん）
声 - 花守ゆみり
年齢（学年）：11歳（小学6年生） / 誕生日：神世紀286年11月10日 / 身長：145cm / 血液型：A型 / モチーフの花：牡丹 / 出身地：香川県 /趣味：漫画を読む / 好きな食べ物：うどん、しょうゆ豆味のジェラート / 大切なもの：弟
行動的なトラブルメーカー。園子には「ミノさん」と呼ばれている。非常に丁寧な言葉遣いの須美とは対照的に、フランクでくだけた口調で話す。活発で陽気な性格も相まって、彼女に想いを寄せる男子もいる。家族思いであり、裕福な鷲尾家や乃木家と異なり使用人を雇っていない三ノ輪家では、彼女が弟の世話や家事の手伝いなどを積極的に行っている。
何かと世話焼きでトラブルに巻き込まれやすい体質であり、外出時に困っている人を放っておけず親切を働くなどして訓練や学校に遅刻することが多い。運動が得意であり、休み時間はいつも校庭で走り回っている。一方で勉強は苦手。ショッピングモール「イネス」が大好物で「イネスマニア」を自称するほど詳しく、須美と園子を初めてイネスに連れ出し、ジェラートを体験させている。
勇者としての武器は2丁の巨大な斧。攻撃力の高さを生かして、主に前衛を務める。当初はやや先走りがちであったが、園子が隊長になってからは園子の的確な指示を聞くようになり、闇雲に敵へ突っ込んでいくようなことはなくなった。
神世紀298年7月10日、初めて複数体のバーテックスが襲来する。これを迎え撃った3人の的確なチームプレイで序盤の戦局は優勢であったが、3体目の出現と同時に3体の知性ある連携攻撃で須美と園子が負傷し、戦闘不能になってしまう。やむなく2人を戦線離脱させた彼女は、単身3体のバーテックスに立ち向かい、死闘の末に撤退させることに成功するが、自身も右腕を失うほどの致命傷を負い、敵が去っていった方を睨みつけたまま立ち往生を遂げる形で死亡した。
銀の死後、大赦によって勇者システムが改良され、「精霊」と「満開」が実装されることになる。また、銀の使用していた端末は大赦によって回収され、「瀬戸大橋跡地の合戦」後に改良されたうえで銀と近しい性質を持つ勇者候補・三好 夏凜（みよし かりん）に受け継がれた。
安芸先生（あき）
声 - 佐藤利奈
大赦の人間。勇者をサポートするため、神樹館で須美達の担任教師をしている女性。クールで厳しいが、生徒には愛情を持って接している。ピーマンが苦手。
須美達の戦いが全て終わった後、仮面を付け、多数いる神官の一人として姿を消した。しかし、『結城友奈は勇者である - 勇者の章 -』において、東郷美森（須美）・園子を含む勇者部の前に神官として再登場。仮面を付けたままで感情も押し殺していたが、東郷と園子は安芸先生であると理解していた。
小説版でも登場していたが、映像化に際して名前がつけられた。

### その他
三ノ輪 鉄男（みのわ てつお）
銀の上の弟。5歳。銀の葬儀の席上では姉の死を理不尽に思う心情を吐露しながら号泣し、参列者の大人たちにつまみ出されてしまった。
三ノ輪 金太郎（みのわ きんたろう）
銀の下の弟。まだ生まれたばかりの赤ん坊で、銀は生前、「将来は自分の忠実な舎弟にしてこき使おう」と冗談半分に言いつつも彼を非常に可愛がっていた。
結城 友奈（ゆうき ゆうな）
声 - 照井春佳
第6話「やくそく」のエピローグに登場。彼女が自宅の隣家に引っ越してきた須美（美森）と出会う場面で、「鷲尾須美の章」は終了する。

## 用語
神樹（しんじゅ）
土地神の集合体で成る大樹で、四国を壁で覆ってウィルスを防ぎ、勇者に戦う力を与える、人類存続の要。
バーテックスが侵攻してくると時間を止め、四国一帯を樹海へと変える。
バーテックス
ウイルスの海から現れ、神樹を破壊しようとする異形の存在。通常兵器は効かず、勇者によってのみ撃退できる。
その名は「頂点」を意味する。
勇者システム
神樹の力を借りて作られた変身機構。選ばれた少女が専用アプリを起動することで戦闘用の衣装をまとい、静止した時間の中、樹海化した大地でバーテックスと戦う。
大赦（たいしゃ）
神樹を祀る組織。いくつかの家系で構成され、その発言力は総理大臣をしのぐ。

## 小説
鷲尾須美は勇者である
KADOKAWAより2014年12月20日に発売。全1巻。ISBN 978-4-04-869239-7

## 漫画
鷲尾須美は勇者である
『電撃G'sコミック』2014年8月号より連載開始。2017年7月号にて打ちきり発表。作画はmoo*。
小説本編の漫画化作品。ComicWalkerでも連載されていた。単行本は「電撃コミックスNEXT」から発売。長期間の休載以降再開の目途が立たず、既刊1巻で打ち切りが決定した。
- 第1巻 2014年12月19日発行（同日発売）、ISBN 978-4-04-869041-6

わしおすみは勇者ラジオ
公式サイトにて連載。作画は娘太丸。
勇者3人娘がラジオのパーソナリティーを務めるという体裁の4コマ漫画。『結城友奈は勇者部所属』第1巻に収録。
帰ってきたわしおすみは勇者ラジオ
『鷲尾須美の章』の劇場公開に関連して公式サイトにて連載。作画は娘太丸。下記の『勇者行進曲』に収録。
鷲尾須美は勇者である外伝 勇者行進曲
『電撃G's magazine』2016年12月号から2017年4月号まで連載。
本編の外伝となる4コマ漫画。作画は娘太丸。全1巻。単行本には上記の『帰ってきたわしおすみは勇者ラジオ』に加えて『勇者GP』も収録。
2017年4月27日に「電撃コミックスEX」から発売。 ISBN 978-4-04-892927-1
結城友奈は勇者である -鷲尾須美の章-
『電撃G'sコミック』2017年8月号から2018年8月号まで連載。ComicWalkerでも連載。作画はイチフジニタカ。
前述の漫画版『鷲尾須美は勇者である』と入れ替わる形で登場した、小説本編の漫画作品。こちらはタイトル通りアニメ版に準じた内容になっている。
- 第1巻 2017年11月27日発行（同日発売）、ISBN 978-4-04-893437-4
- 第2巻 2018年9月25日発行（同日発売）、ISBN 978-4-04-893899-0

## テレビアニメ
『結城友奈は勇者である -鷲尾須美の章-』のタイトルで、『結城友奈は勇者である』のテレビアニメ第2期前半作品として2017年10月から11月まで放送された。
また、放送に先駆けて、同年春より、3章に分けて順次先行劇場公開された。
- 第1章「ともだち」 2017年3月18日 全国公開
- 第2章「たましい」 2017年4月15日 全国公開
- 第3章「やくそく」 2017年7月8日 全国公開